# Coltești
Coltești – wieś w Rumunii, w okręgu Vâlcea, w gminie Alunu. W 2011 roku liczyła 600 mieszkańców.